# Frenchman Mountain Dolostone
Der Frenchman Mountain Dolostone ist die fünfte und abschließende Formation der kambrischen Tonto Group im Südwesten der Vereinigten Staaten.

## Etymologie
Der Frenchman Mountain Dolostone ist nach seiner Typlokalität, dem Frenchman Mountain nordöstlich von Las Vegas im Bundesstaat Nevada, benannt.

## Erstbeschreibung
Die Erstbezeichnung der Formation erfolgte im Jahr 1997 durch Viacheslav Korolev. Erstmals wissenschaftlich beschrieben wurde die Formation jedoch bereits im Jahr 1945 durch Edwin McKee, der sie noch als undifferentiated dolomites (undifferenzierte Dolomite) bezeichnet hatte.

## Vorkommen

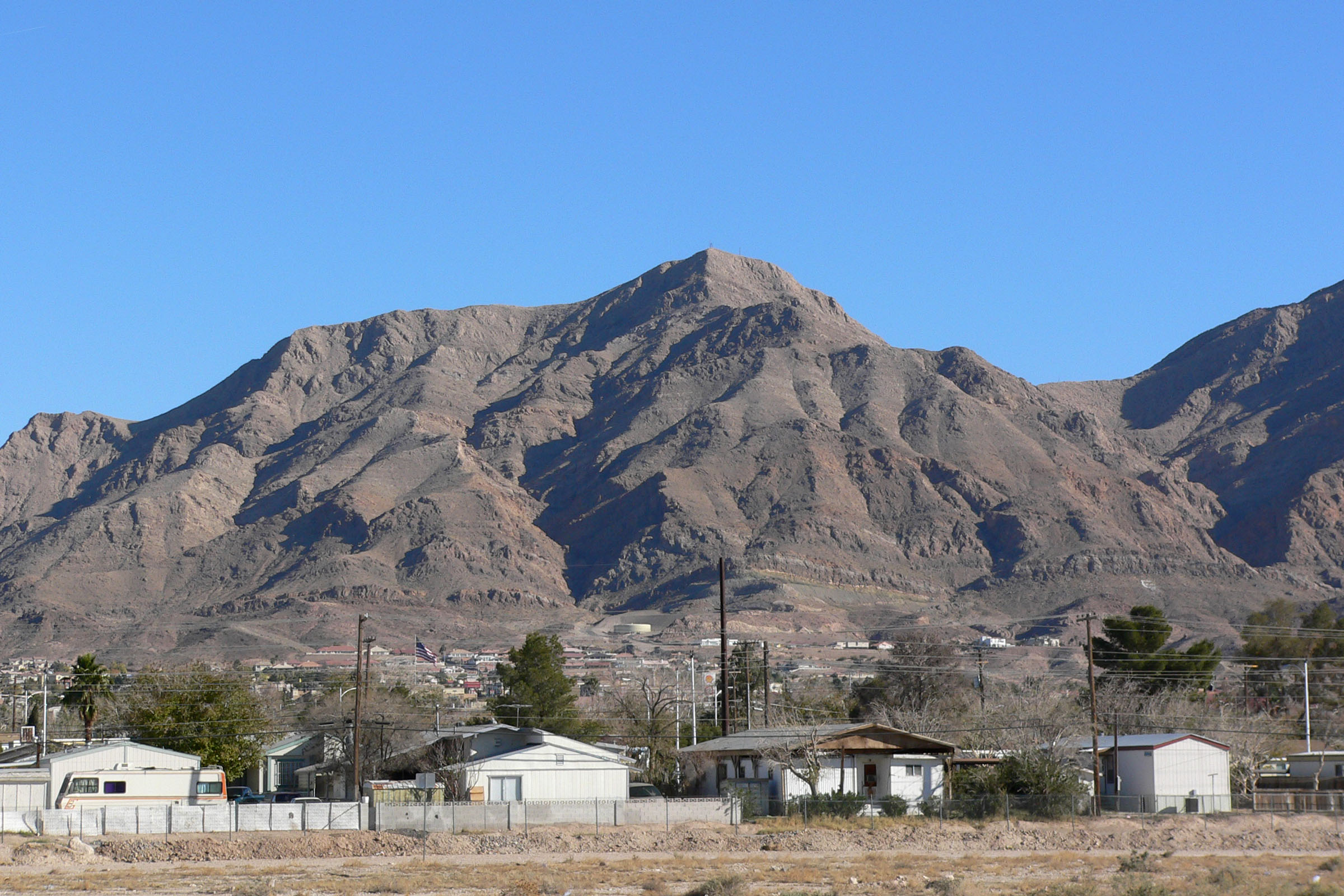
Sunrise Mountain, der Nordgipfel des Frenchman Mountain von Westen, an dessen Fuß der Frenchman Mountain Dolostone aufgeschlossen ist

Neben der Typlokalität in der Basin and Range Province im südöstlichen Nevada findet sich der Frenchman Mountain Dolostone auch im zum Colorado-Plateau gehörenden Grand Canyon im Norden Arizonas.

## Stratigraphie
Der zur Sauk-Megasequenz (Sauk II) gehörende Frenchman Mountain Dolostone folgt konkordant auf das Havasu Member der Muav-Formation und wird seinerseits konkordant von der oberkambrischen, Trilobiten-führenden Nopah-Formation überlagert. Die Mächtigkeit der Formation beträgt an der Typlokalität 371 Meter, verliert aber im östlichen Grand Canyon sehr stark an Mächtigkeit und reduziert sich bis auf 30 Meter. Hier folgt diskordant die Temple-Butte-Formation, die in Richtung Osten immer tiefer erosiv in den Frenchman Mountain Dolomite heruntergreift. Die Mächtigkeiten der Formation erhöhen sich sprunghaft westlich der Grand Wash Cliffs und deuten somit auf den in Richtung Westen erfolgenden Übergang in einen tieferen Beckenbereich (Abbruchkante) während des Oberkambriums.
Stratigraphische Äquivalente der Formation sind die oberen zwei Drittel des Banded Mountain Member der Bonanza-King-Formation und der obere Abschnitt der Emigrant-Formation im Basin und Range sowie die Abrigo-Formation im Süden Arizonas.
Die Formation wird gewöhnlich in zwei Abschnitte unterteilt, in ein durchschnittlich 340 Meter mächtiges Liegendes (Einheit I) gefolgt von einem bis zu 55 Meter mächtigen Hangenden (Einheit II). Die Einheit I beträgt im Grand Canyon nur 80 bis 100 Meter und erreicht am Frenchman Mountain einen Maximalwert von 355 Meter. Die Einheit II weist durchschnittlich 40 Meter auf.
Die Formation beginnt mit einer bis 30 Meter mächtig werdenden Übergangszone. Diese ist verwitterungsunbeständig und bildet daher eine Geländetreppe aus hellgrauen, fein-gebänderten Sedimenten.

## Lithologie
Lithologisch handelt es sich beim Frenchman Mountain Dolostone um Dolomite (Grainstones) und Dolomikrite.
Die liegende Einheit I baut sich generell aus einem hell- bis dunkelgrauen, mäßig- bis dickbankigen, gebänderten Dolomikrit auf. Die dunklen Bänder sind gewöhnlich intensiv durchwühlt, die hellen Bänder enthalten dünne, wellige Lamina, die als kryptomikrobielle Absonderungen interpretiert werden und die örtlich in domförmige Stromatolithen übergehen. Im Gegensatz zur unterlagernden Muav-Formation enthält Einheit I auffallende orangefarbene bis dunkelbraune Knoten und Linsen aus Chert, welche eine Dicke von 2 bis 10 Zentimeter aufweisen und zwischen 20 Zentimeter und 1 Meter lang werden können.
Die Einheit II im Hangenden ist recht resistent und bildet daher Steilstufen. Sie verwittert hellorange und besteht aus einem dickbankigen Dolomit (Grainstone). Im frischen Zustand ist das Gestein hellgrau und zeigt Röhren von Eocrinoideen. Manche Lagen enthalten 1 bis 2 % Silt. In den unteren Metern sind grüne Pellets aus Glaukonit häufig.

## Ablagerungsmilieu und Fazies
Viacheslav Korolev (1997) unterscheidet im Frenchman Mountain Dolostone acht Lithofazies, die er den Ablagerungsmilieus Intertidal und Subtidal zuordnet:
- Laminitfazies
- Knollenfazies
- Bänderfazies
- Bioklastische Grainstonefazies
- Oolithische Grainstonefazies
- Stromatolithenfazies
- Flachgeröllhaltige Grainstonefazies
- Durchwühlte Fleckenfazies

Die Auflistung erfolgt mit zunehmender Ablagerungstiefe, wobei die ersten drei Fazies zum Intertidal, die letzten fünf Fazies jedoch zum Subtidal gehören. Die Laminitfazies enthält gelegentliche Trockenrisse und verweist somit neben intertidalen sogar auf supratidale Bedingungen (gelegentliches Trockenfallen) hin. Knollenfazies und Bänderfazies gehören dem seichten Intertidal an. Die bioklastische Grainstonefazies ist bereits seichtes Subtidal, kann aber von den Gezeiten noch beeinflusst werden. Die oolithische Grainstonefazies ist eine hochenergetische subtidale Ablagerung. Die letzten drei Fazies gehören dem seichten bis tieferen Subtidal an, Stromatolithenfazies und Fleckenfazies deuten hierbei auf recht ruhige Bedingungen im Gegensatz zu der sehr energetischen Flachgeröll-Grainstonefazies.

### Sequenzstratigraphie
Sequenzstratigraphisch lassen sich insgesamt sieben Ablagerungssequenzen dritter Ordnung unterscheiden, wobei jede einzelne Sequenz in Richtung Hangendes in flachere Fazies übergeht – mit maximalem Auftauchen an der Hangendgrenze. Die einzelnen Ablagerungssequenzen zeichnen sich durch ein ganz spezifisches Muster von Systemtrakten (Englisch systems tracts) aus, welche ihrerseits von der allgemeinen Paläogeographie abhängig sind. 
Der untere Abschnitt der Einheit I wird von Hochstands- (HST – Highstand Systems Tract) und Transgressions-Systemtrakten (TST – Transgressive Systems Tract) mit in etwa gleicher Mächtigkeit repräsentiert. Die vorherrschenden peritidalen Zyklen sind gewöhnlich dünn (unter 2 Meter), basieren auf Dolomiten der Stromatolithen- und der Fleckenfazies und werden von der Laminitfazies mit zahlreichen Trockenrissen abgedeckt. Dieses Muster ist charakteristisch für Karbonate des flachen Schelfbereichs, die mit Meeresspiegelschwankungen dritter Ordnung Schritt halten.
Der obere Abschnitt der Einheit I wird von sehr dünnen Transgressions- und gut entwickelten, dicken Hochstands-Systemtrakten aufgebaut. Die Transgressions-Systemtrakte bestehen hierbei aus tiefen subtidalen Fazies und lassen auf eine abrupte Meerestransgression schließen. Die Hochstands-Systemtrakte zeichnen sich durch relativ dünne peritidale Zyklen aus, welche ins Hangende verflachen. Sie basieren auf Dolomiten der durchwühlten Flecken- und Bänderfazies mit Knollenfazies als Abdeckung. Dieses Muster spricht für eine groß angelegte Transgression, wie sie für einen langsam absinkenden Schelf eines passiven Kontinentalrandes typisch ist.
Die Einheit II erbrachte keine Sequenzen.

## Fossilien
Als Fossilien erscheinen im Frenchman Mountain Dolostone neben Stromatolithen Echinodermen (Eocrinoidea). Trotz der generellen Fossilarmut konnten im Hangenden der Formation einige seltene Trilobitenfunde gemacht werden, welche der Bolaspidella (fraglich), der Cedaria und der Crepicephalus-Zone angehören – hierunter Apsotreta, Crepicephalus, Dytremacephalus, Kingstonia, Llanoaspis undulata und Pterocephalia.

## Alter
Der Frenchman Mountain Dolostone wurde von Karl Karlstrom und Kollegen mittels der Uran-Blei-Methode an Zirkonen auf 498 bis 497 Millionen Jahre datiert. Diese maximalen Ablagerungsalter (engl. maximum depositional age – MDA) entsprechen dem ausgehenden Miaolingium mit der Stufe Guzhangium (G 7).